# Monk Eastman
Edward "Monk" Eastman (1875 - 26 de diciembre de 1920) fue un gánster neoyorquino que fundó y dirigió la Eastman Gang a finales del siglo XIX y principios del XX. Esta pandilla se convirtió en una de las bandas callejeras más poderosas de la ciudad. Entre sus alias se encontraban Joseph "Joe" Morris, Joe Marvin, William "Bill" Delaney y Edward "Eddie" Delaney. Eastman está considerado como uno de los últimos gánsteres neoyorquinos del siglo XIX que precedieron al ascenso de Arnold Rothstein y la mafia judía. Entre las empresas criminales organizadas posteriores, más sofisticadas, también se encontraba la predominantemente italiana Cosa Nostra.

## Primeros años
Monk nació como Edward Eastman en 1875 en el barrio de Corlear's Hook del Lower East Side de Manhattan en Nueva York. Hijo de Samuel Eastman, veterano de la Guerra de Secesión y empapelador, y de su esposa Mary (Parks) Eastman. Lo más probable es que descendieran de antepasados ingleses de la época colonial. Cuando Monk tenía cinco años, su padre había abandonado a la familia. Mary se trasladó con sus hijos a la casa de su padre, George Parks, en el Upper East Side.
En el censo de 1860, Samuel Eastman vivía como soltero en Manhattan en el hogar de Thomas McSpedon, de una antigua y prominente familia de Nueva York. La empresa de su mentor, McSpedon & Baker, en la calle Pine de Nueva York, era la imprenta oficial del gobierno de la ciudad. Además de dirigir su negocio, McSpedon fue concejal electo en Nueva York y nombrado jefe de bomberos de la ciudad a mediados del siglo XIX. Samuel Eastman figura como empapelador.
En el censo estadounidense de 1870, Mary Eastman vivía en Cannon Street, en el Lower East Side de Manhattan, con su marido Samuel Eastman, de 40 años, nacido en Nueva York y que trabajaba como perchero. Con ellos vivían sus hijos Lizzie y Willie, de 3 años, nacidos en Nueva York. Es probable que Willie muriera joven, ya que no figuraba con la familia en 1880.
Según el censo de Estados Unidos de 1880, Edward Eastman, de 5 años, vivía con su madre y otros familiares en la calle 75 este en Manhattan. La familia estaba encabezada por su abuelo materno George Parks, de 68 años, que trabajaba en una tienda de productos secos. Parks nació en Nueva York, al igual que sus padres. Además de Edward, la familia Eastman estaba compuesta por Mary Eastman, de 35 años, y sus hijas Lizzie, de 10 años, Ida, de 8 años, y Francine, de 3 años. Todos habían nacido en Manhattan, a excepción de Lizzie, que había nacido en California. Tanto George Parks como su hija Mary Eastman fueron registrados como divorciados.
En el censo de 1900, Mary Eastman vivía en Queens, en la avenida Curtis, con sus hijas Elizabeth y Francine y sus familias. Edward Eastman figura en el mismo censo como "vendedor de pájaros" residente en la calle 1 este, en el Bajo Manhattan, viviendo y casado desde 1896 con Margaret Eastman.
Con el apodo de "Monk", Eastman no fue arrestado hasta después de la muerte de su abuelo. En algún momento, Parks ayudó a su nieto a montar una tienda de animales en Broome Street. Durante años, después de ser ampliamente conocido como un gánster, Eastman enumeró "vendedor de pájaros" como su ocupación en los formularios del gobierno. En algún momento, regresó a vivir en el Lower East Side y se involucró con las pandillas del barrio formadas por hombres jóvenes y pobres, a menudo hijos de inmigrantes. Las operaciones incluían un local de alquiler de bicicletas.

### Etnicidad
La ascendencia de Eastman ha sido objeto de debate por parte de periodistas e historiadores. Debido a que su empresa criminal involucró a tantos miembros del Crimen organizado judeoestadounidense, Eastman es frecuentemente descrito como judío (incluso por algunos periódicos de su época). Sin embargo, los investigadores han documentado que parece haber sido un protestante de ascendencia europea británica.
En su libro The Jews of Sing Sing, el escritor Ron Arons señala que ninguna de las hermanas de Monk (ni sus padres) se casaron en ceremonias judías. Su abuelo materno George Parks murió en una casa de reposo bautista. Cuando Eastman fue enterrado, su servicio fúnebre fue realizado por un pastor metodista.

## Carrera delictiva
En 1898, Monk Eastman fue detenido y condenado por hurto bajo el alias de William Murray (uno de los muchos alias irlandeses que utilizó). Fue encarcelado durante tres meses en Blackwell's Island. Durante este tiempo, perteneció a una banda de proxenetas y ladrones conocida como los Allen Street Cadets.
El escritor Herbert Asbury describió a Eastman como una persona con el pelo alborotado, que llevaba un bombín dos tallas más pequeño que su cabeza, que lucía numerosos dientes de oro y que a menudo desfilaba sin camisa o con ropa raída siempre acompañado de sus queridas palomas. Medía 1,65 m de estatura y era de complexión fuerte. Con el tiempo, la reputación de tipo duro de Monk le valió el puesto de "sheriff" o portero de seguridad en el New Irving Hall, un célebre club de la calle Broome, no lejos de su tienda de mascotas. 
En el New Irving Hall y en el Silver Dollar Smith's Saloon, Eastman se relacionó con los políticos del Tammany Hall, poderosos en Nueva York y muy implicados con las comunidades étnicas de inmigrantes. Con el tiempo, lo pusieron a él y a su cohorte a trabajar como "votantes repetidos" en las elecciones y "hombres de mano dura" para intimidar a la oposición.

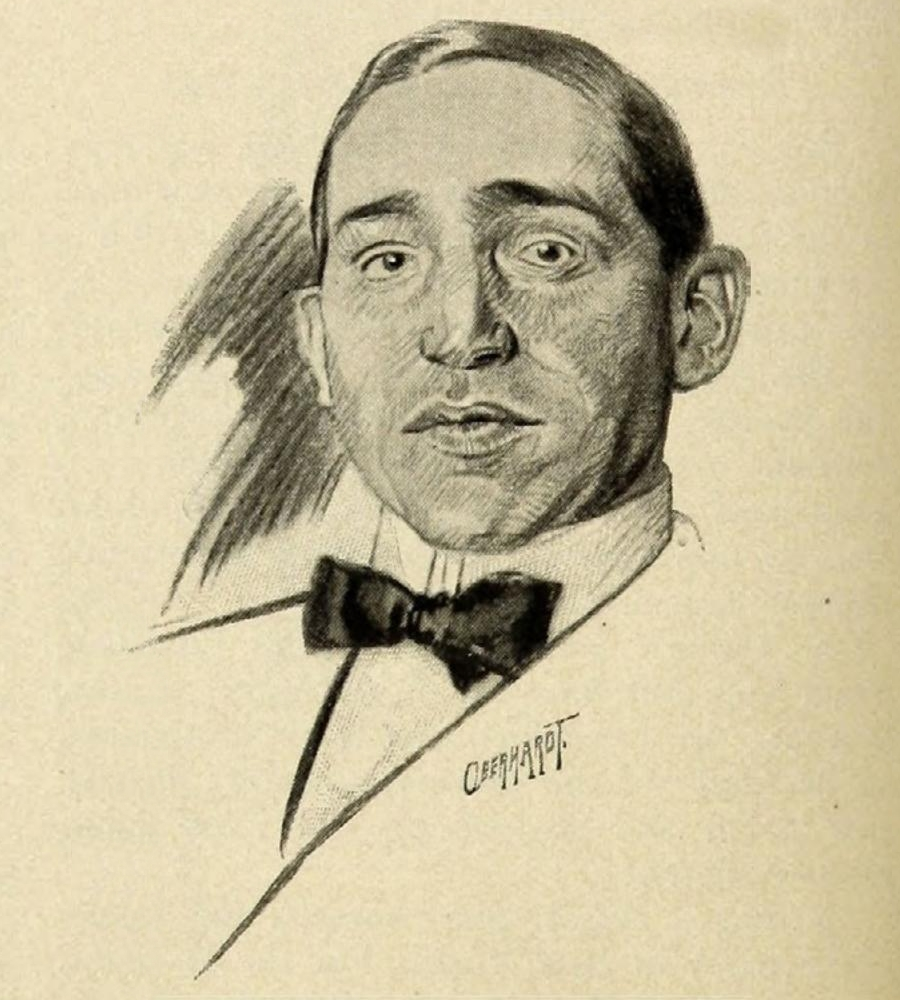
Paul Kelly, ilustración de William Oberhardt, 1909.

El mayor rival de Eastman era Paul Kelly (nacido Paolo Antonio Vaccarelli), un inmigrante líder de la Five Points Gang, de mayoría italiana. En 1900, a principios del siglo XX, Eastman vivía en el 221 de la calle 5 este, a unas dos manzanas del New Brighton Social Club de Kelly, en el 57 Great Jones Street. La guerra entre estas dos bandas alcanzó su punto álgido el 17 de septiembre de 1903, con un prolongado tiroteo en Rivington Street entre docenas de pandilleros. Un miembro de la banda resultó muerto y un segundo herido mortalmente, por un policía. Numerosos civiles inocentes resultaron heridos. Se informó del arresto de unos 18 miembros de la banda de Eastman.
El Tammany Hall colaboraba estrechamente tanto con Kelly como con Eastman para movilizar a sus miembros en elecciones y planes de clientelismo. Pero sus funcionarios se cansaron de las disputas y de la mala prensa generada cuando civiles morían o resultaban heridos en el fuego cruzado de las bandas. En 1903, el Tammany Hall organizó un combate de boxeo entre Eastman y Kelly en un viejo granero del Bronx para zanjar las disputas. La pelea duró dos horas y ambos recibieron un duro castigo antes de que se declarara un empate. Los políticos presionaron a los líderes para que hicieran una tregua y pusieran fin a la violencia callejera.

## Prisión
El 3 de febrero de 1904, Eastman intentó robar a un joven en la calle 42 con Broadway en Manhattan. Mientras el hombre era seguido por dos agentes de la agencia Pinkerton contratados por la familia del hombre para mantenerlo alejado de problemas en la ciudad, los agentes intervinieron. Eastman les disparó mientras escapaba, pero fue capturado por los policías que respondían al tiroteo. Cansado de la mala publicidad de Eastman, Tammany Hall se negó a ayudarle. Ese mismo año, Eastman fue declarado culpable de intento de asalto y condenado a 10 años de prisión en la penitenciaría de Sing Sing.

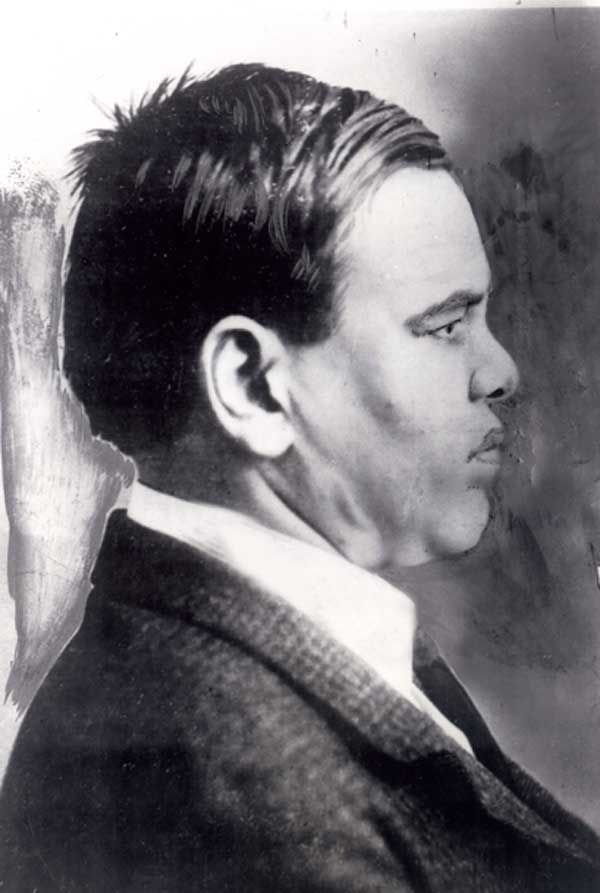
Monk Eastman, circa 1910–1920.

En 1909, Eastman fue puesto en libertad tras cumplir cinco años de prisión. Durante su ausencia, la banda de Eastman se había dividido en varias facciones; uno de sus principales hombres, Max Zwerbach, había muerto. Como ninguna de las facciones supervivientes quería a Eastman como líder, éste se quedó sin poder. Durante varios años, Eastman volvió a cometer pequeños robos. Durante este periodo, se hizo adicto al opio y pasó varias temporadas en la cárcel.

## Servicio militar
Después de que Estados Unidos entrara en la Primera Guerra Mundial en 1917, Eastman, de 42 años, decidió alistarse en el ejército. Durante su reconocimiento médico militar, el doctor observó todas las cicatrices de cuchillos y balas en el cuerpo de Eastman y le preguntó en qué guerras había estado. Eastman contestó: "¡Oh! Muchas guerritas por Nueva York". Sirvió en Francia con los "O'Ryan's Roughnecks", el 106º Regimiento de Infantería de la 27ª División de Infantería.

## Años finales y muerte
Tras su licenciamiento del ejército, Eastman volvió rápidamente a una vida de pequeños delitos. Uno de sus socios era Jerry Bohan, un corrupto agente de la Prohibición. En la mañana del 26 de diciembre de 1920, Eastman y Bohan se reunieron con otros hombres en el Bluebird Cafe del Bajo Manhattan. Alrededor de las 4:00 de la madrugada, discutieron por dinero, con Eastman y Bohan especialmente enfrentados. Cuando Bohan se marchó, Eastman le siguió y le acusó de ser un soplón. Al sentirse amenazado, Bohan disparó mortalmente a Eastman varias veces con su pistola.
Eastman fue enterrado con todos los honores militares en el cementerio de Cypress Hills de Brooklyn. Bohan fue condenado más tarde por su asesinato y cumplió tres años de prisión.

## En la cultura popular
La vida y hazañas de Eastman fueron noveladas en el cuento de Jorge Luis Borges "El proveedor de iniquidades Monk Eastman", incluido en la colección de Borges Historia universal de la infamia. También es un personaje recurrente en la serie de misterio Molly Murphy, de Rhys Bowen.